# Ringinagung
Ringinagung is een bestuurslaag in het regentschap Magetan van de provincie Oost-Java, Indonesië. Ringinagung telt 2878 inwoners (volkstelling 2010).